# Fiji ved sommer-OL 2020
Fiji deltog under Sommer-OL 2020 i Tokyo, som blev afviklet i perioden 23. juli til 8. august 2021.

## Medaljer
| 2020 Tokyo | Guld | Sølv | Bronze | Total |
| Fiji       | 1    | 0    | 1      | 2     |

### Medaljevinderne
| Fiji under sommer-OL 2020 i Tokyo | Fiji under sommer-OL 2020 i Tokyo | Fiji under sommer-OL 2020 i Tokyo | Fiji under sommer-OL 2020 i Tokyo | Fiji under sommer-OL 2020 i Tokyo |
| Medalje                           | Navn | Sport                             | Event                             | Dato                              |
| --------------------------------- | --- | --------------------------------- | --------------------------------- | --------------------------------- |
| Guld                              | Fijis nationale syvmandsrugbyhold for herrer - Josua Vakurunabili - Iosefo Masi - Kalione Nasoko - Jiuta Wainiqolo - Asaeli Tuivuaka - Meli Derenalagi - Vilimoni Botitu - Waisea Nacuqu - Jerry Tuwai - Semi Radradra - Aminiasi Tuimaba - Napolioni Bolaca - Sireli Maqala | Syvmandsrugby                     | Herrernes turnering               | 28. juli                          |
| Bronze                            | Fijis nationale syvmandsrugbyhold for damer - Lavena Cavuru - Raijieli Daveau - Sesenieli Donu - Laisana Likuceva - Rusila Nagasau - Ana Naimasi - Alowesi Nakoci - Roela Radiniyavuni - Viniana Riwai - Tokasa Seniyasi - Vasiti Solikoviti - Reapi Uluinasau               | Syvmandsrugby                     | Damernes turnering                | 31. juli                          |